# A Dolorosa Raiz do Micondó
A Dolorosa Raiz do Micondó é um livro de poemas escrito pela poeta são-tomense Conceição Lima. Contém vinte e sete poemas e foi publicado em 2006 pela editorial Caminho de Lisboa. A poesia de Conceição Lima é pessoal, íntima e sofrida mas é composta dum lirismo e esteticismo bem marcantes. Alguns dos temas abordados neste livro são de natureza genealógica com uma evocação pessoal de laços familiares e do sofrimento dos antepassados da poeta (e de outros são-tomenses) que foram trazidos forçosamente para o arquipélago doutras partes de África e mais tarde enviados para outras terras como escravos. Outros temas tem a ver com episódios históricos de violência e do sofrimento das vítimas desses conflictos com poemas como "1953", "Jovani", e "Ignomínia".

## Análise de alguns poemas

### O Canto Obscuro às Raízes
O primeiro poema tem por título "O Canto Obscuro às Raízes" e nele a poeta se pergunta sobre a identidade do seu último avô africano. Conceição Lima embarca numa viagem lírica com rumo às suas raízes e compara a sua busca com a do escritor norte-americano, Alex Haley aquele que encontrou a aldeia Juffure donde, no século XVIII, levaram o seu avô Kunta Kinte como escravo. Esta história foi a inspiração para o romance Raízes (Roots) que Haley veio a escrever mais tarde. Apesar da poesia de Lima ser sobre a sua terra e as suas raízes (uma poesia local), não deixa de ser universal como é evidente neste paralelo com os acontecimentos em São-Tomé e Príncipe e os Estados Unidos no que diz respeito à triste história da escravatura.
O poema termina com os seguintes versos: "Eu, a peregrina que não encontrou o caminho para Juffure/ Eu, a nómada que regressará sempre a Juffure." Estes versos atestam à revelação de que, afinal, Lima ainda não descobriu as suas raízes. Um dilema que aflige, não só a poeta mas também os seus irmãos são-tomenses e todos aqueles cujos antepassados sofreram a condição de escravos.

### São João da Vargem
"São João da Vargem" é outro poema sobre história familiar mas tem um tom mais leve, inocente e feliz do que o poema anterior. Está dividido em quatro partes. A primeira com o título, 'O Anel das Folhas' onde a poeta recorda a sua infância feliz na ilha de São Tomé rodeada de plantas, árvores, e de tudo o que é belo. Eis alguns desses versos: "E eu brincava, eu corria, eu tinha o anel,/o mundo era meu."
A segunda parte do poema "São João da Vargem" chama-se 'A Sombra do Quintal' e nele Conceição Lima confessa que naquele tempo de inocência não compreendia o sofrimento à sua volta "Eu rodopiava e o mundo girava/ girava o terreiro, o kimi era alto/ e no tronco eu não via não via não via/ o torso rasgado dos serviçais."
'As Vozes', terceira parte do poema evoca as lembranças dos familiares; das tias, das primas, das comadres da mãe e até de algumas vizinhas.
"A voz de meu pai punha caras concretas/ naquelas caras que eram altas, eram difusas/ e olhavam p'ra longe, não para mim." Estes versos fazem parte do último poema,'Os Olhos dos Retratos' . As fotografias dos familiares dão um rosto e contam a história dos parentes. Uma história que também é contada pelo pai da poeta, como dita a tradição da literatura oral africana.

### Ignomínia
"Ignomínia" é um pequeno poema que trata de um tema bem diferente. Tem um tom profundo e trágico, pois fala-nos dos crimes cometidos contra o povo inocente de Ruanda enquanto o resto do mundo permaneceu em silêncio e não tomou nenhuma acção para proteger esta gente. É uma severa crítica também aos governos dos países desenvolvidos que não moveram uma palha para pôr termo ou impedir o genocídio em Ruanda. Eis alguns dos seus inquietantes versos: "Enquanto o fio da catana/ avançava sobre o medo encurralado/ o mundo espreguiçava uma pálpebra—/ hesitava…Ruanda ainda conta os crânios dos seus filhos."
Conceição Lima conseguiu através da poesia deste livro, A Dolorosa Raiz do Micondó, construir em parte a sua autobiografia que, por vezes, se intrelaça com a história da sua nação. Estendeu a sua voz lírica aqueles que nem sempre podem expressar o seu sofrimento ou que não são reconhecidos pela sociedade.